# Blangy-sur-Bresle
Blangy-sur-Bresle is een gemeente in het Franse departement Seine-Maritime (regio Normandië) en telt 3188 inwoners (2005). De plaats maakt deel uit van het arrondissement Dieppe. In de gemeente ligt spoorwegstation Blangy-sur-Bresle.

## Geografie
De oppervlakte van Blangy-sur-Bresle bedraagt 17,4 km², de bevolkingsdichtheid is 183,2 inwoners per km².
De onderstaande kaart toont de ligging van Blangy-sur-Bresle met de belangrijkste infrastructuur en aangrenzende gemeenten.

## Demografie
Onderstaande figuur toont het verloop van het inwonertal (bron: INSEE-tellingen).